# Buchbachtal mit Ramschleite und Buchbachsleite
Das Naturschutzgebiet Buchbachtal mit Ramschleite und Buchbachsleite liegt auf dem Gebiet der Gemeinde Steinbach am Wald im Landkreis Kronach in Oberfranken.
Das 62,57 ha große Gebiet mit der Nr. NSG-00445.01, das im Jahr 1998 unter Naturschutz gestellt wurde, erstreckt sich südwestlich des Kernortes Steinbach am Wald und südlich des Ortsteils Buchbach entlang des Buchbaches, eines rechten Nebenflusses der Haßlach. Unweit westlich des Gebietes verläuft die Landesgrenze zu Thüringen, östlich verläuft die B 85.
Die Unterschutzstellung erfolgt zur Erhaltung der naturnahen Talaue des Buchbaches mit ihren vielfältigen Vegetationstypen. Es handelt sich um artenreiche und strukturierte Hangwälder und Quellfluren.